# Ciutadans - Partit de la Ciutadania
|  | Aquest article tracta sobre el partit polític. Vegeu-ne altres significats a «ciutadà català». |

Ciutadans - Partit de la Ciutadania (denominació electoral: Ciutadans-Partido de la Ciudadanía, denominació oficial en castellà: Ciudadanos-Partido de la Ciudadanía, acrònim: Cs) és un partit polític d'àmbit espanyol originat a Catalunya. És autodefinit com a liberal progressista, i autodefinit com a no-nacionalista, tot i que sovint és classificat com a partit nacionalista espanyol i com a partit que fa polítiques de dreta. Cs diu defensar les llibertats individuals entre els ciutadans i l'acostament d'aquests a les institucions, sempre des d'una vessant constitucional espanyola.
Després dels mals resultats a les eleccions municipals i autonòmiques de 2023, en les que el partit va perdre 2.395 regidors dels 2.787 que va havia aconseguit el 2019, i sense cap diputat autonòmic tret dels sis a Catalunya i un a Castella i Lleó, van decidir no presentar-se a les eleccions generals de juliol del mateix any. A Catalunya, on s'oposen al catalanisme, que valora en els seus manifestos fundacionals com a negatiu per a la convivència dels ciutadans i la democràcia, tenia 10 regidors en diferents ajuntaments, i va perdre tots els escons en les eleccions al Parlament de Catalunya de 2024 igual que va desaparèixer a les eleccions al Parlament Europeu de 2024.
Inicialment fundat a Catalunya, el partit va iniciar un període d'expansionisme estatal, pel qual va adaptar la versió en castellà del seu nom Ciudadanos-Partido de la Ciudadanía amb l'objectiu de reafirmar que el seu àmbit d'actuació és estatal, tot i que als territoris amb llengua pròpia diferent al castellà utilitza indiferentment el nom en castellà i/o el de la llengua pròpia de la regió. Així als Països Catalans també s'anomenen Ciutadans - Partit de la Ciutadania, a Galícia Cidadáns - Partido da Cidadanía o a Euskal Herria Herritarrak - Herritarron Alderdia.

## Història
El partit es va presentar per primera vegada a unes eleccions en les eleccions catalanes de l'any 2006 sota la denominació Ciutadans-Partido de la Ciudadanía però els seus orígens són anteriors i es troben en la plataforma «Ciutadans de Catalunya/Ciudadanos de Cataluña», una plataforma oposada al catalanisme creada el 2005.

### Fundació

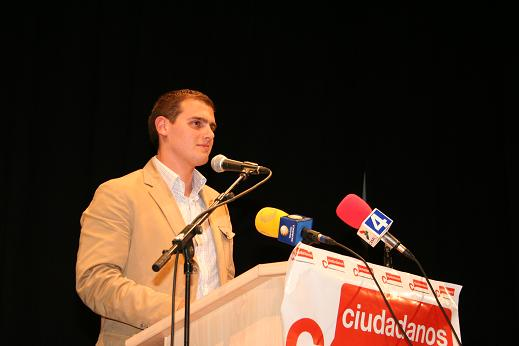
Albert Rivera a Salamanca

El 7 de juny de 2005 es va presentar a Barcelona un manifest titulat «Per la creació d'un nou partit polític a Catalunya», en el qual els firmants es comprometien a impulsar la constitució d'una nova força política d'àmbit català. El manifest va ésser signat per Félix de Azúa, Albert Boadella, Francesc de Carreras, Arcadi Espada, Teresa Giménez Barbat, Ana Nuño, Félix Ovejero, Félix Pérez Romera, Xavier Pericay, Ponç Puigdevall, José Vicente Rodríguez Mora, Ferran Toutain, Carlos Trías, Iván Tubau i Horacio Vázquez-Rial. Després de la presentació del manifest al Centre de Cultura Contemporània de Barcelona, el 21 de juny de 2005; Ciutadans de Catalunya va anar estenent-se per Catalunya. El manifest també es va presentar a Bilbao i a Madrid.
L'acte de presentació del procés per constituir el nou partit va tenir lloc el 4 de març de 2006, al teatre Tívoli de Barcelona, amb la presència i suport del filòsof Fernando Savater. L'esmentat procés va culminar mesos després en un congrés fundacional celebrat al campus de Bellaterra els dies 8 i 9 de juliol del mateix any, on es va definir l'organització i estructura interna, es van elegir els òrgans representatius, es va aprovar el cos ideològic que defineix al nou partit, l'àmbit d'actuació i el nou nom amb què es presentarien a les eleccions al Parlament de Catalunya del dia 1 de novembre de 2006. Hi van participar tres-cents cinquanta delegats procedents de les aproximadament cinquanta agrupacions territorials i sectorials de l'organització. D'allà va sortir escollir com a president Albert Rivera, un advocat llavors de vint-i-sis anys, i com a secretari general Antonio Robles, ambdós al capdavant d'un Consell General format per trenta-cinc membres procedents de les diverses agrupacions territorials i sectorials, cap d'ells polític professional. Només un dels fundadors de la plataforma original es va integrar en la direcció del partit, Teresa Giménez Barbat.

### Eleccions al Parlament de Catalunya de 2006
El partit va intentar mobilitzar el vot de molts abstencionistes i desenganyats amb els cinc partits polítics amb representació al Parlament de Catalunya en la legislatura 2003-2006, Després de fixar-se com a estratègia no realitzar cap pacte de govern amb partits catalanistes les seves expectatives per a les eleccions del 2006 estaven en superar la xifra de quatre o cinc diputats però finalment van aconseguir tres representants. (Albert Rivera, José Domingo Domingo i Antonio Robles), tots ells a la demarcació de Barcelona. En aquelles eleccions van tenir algun problema en la justificació d'ingressos de donacions privades i/o anònimes, segons constar en un informe de la Sindicatura de Comptes.

### Expansió territorial (2006-2009)
El partit té previst ésser un partit de caràcter espanyol, implantat en totes les comunitats autònomes del Regne d'Espanya. De fet, han estat nombrosos els cops que ha intentat una expansió el territorial. El 20 d'octubre de 2007, a Palma, Albert Rivera afirmà que el partit s'estava implantant a les illes, per fer front al creixent catalanisme del govern de centreesquerra.
El partit va presentar llistes a les 52 circumscripcions espanyoles a les eleccions al Congrés dels Diputats del 2008, però no va assolir representació a aquesta cambra. Ciutadans obtingué 46.313 vots a tot l'Estat (0,18%), sent els seus resultats significatius només a Catalunya, on van ésser la sisena força política amb 27.408 vots (un 0,74%) i van superar clarament Unió, Progrés i Democràcia; situació que es va produir a l'inrevés a la resta de l'Estat, on Ciutadans va quedar àmpliament superada per UPyD.

### Després de les eleccions al Parlament Europeu de 2009
Un cop van abandonar el partit Antonio Robles i José Domingo, el primer marxà a Unión, Progreso y Democracia abandonant el seu escó, cosa que no va fer José Domingo qui va formar part del Grup Mixt. L'escó d'Antonio Robles ha estat ocupat per Carmen de Rivera. Rere un procés d'eleccions primàries dins el partit, Albert Rivera ha estat confirmat com a Candidat a la presidència de la Generalitat de Catalunya per a les eleccions de 2010.

### Precampanya i campanya per a les eleccions catalanes de 2010
Cs ha dut a terme diferents campanyes-iniciatives durant els últims temps. El dia 31 d'octubre de 2009, al Teatre Villaroel de Barcelona, es presentà el manifest "Catalunya som tots", text que defensa la pluralitat dins de l'Autonomia enfront a una visió catalanista del territori. El text va ésser recolzat per personalitats com Francesc de Carreras, Iñaki Ezquerra, Mikel Buesa o Pablo Castellano.
Albert Rivera, president del partit, va participar en una protesta taurina on simbòlicament sortí de la plaça Monumental de Barcelona per la porta gran a espatlles el 26 de setembre de 2010 com a reconeixement en la seva defensa de la permanència de les curses de braus.
El dissabte 16 d'octubre, en un multitudinari acte al Teatre Romea de Barcelona es presentà la campanya electoral de Ciudadanos-Partido de la Ciudadanía. A les eleccions al Parlament de Catalunya de 2010 Ciutadans va treure 3 escons: Albert Rivera, Carmen de Rivera i Jordi Cañas.

### Creixement del partit a les eleccions de 2012
Per a les eleccions de 2012 van utilitzar la proposta d'himne d'Espanya de Joaquín Sabina (Anteproyectos para la letra del himno nacional (con perdón)), amb permís exprés de l'artista.
Una de les sorpreses de les eleccions al Parlament de Catalunya de 2012 fou el creixement espectacular de Ciutadans que va assolir aleshores els millors resultats de la seva història triplicant els resultats anteriors del 2010 fins a arribar als 9 escons.

### Eleccions al Parlament Europeu de 2014
El 2 de febrer de 2014, el Consell General va aprovar la participació en solitari de Ciutadans, sota la marca comuna per a tot Espanya de Moviment Ciutadà, a les eleccions al Parlament Europeu de 2014. Després d'un procés de primàries per elegir els candidats, on van concórrer un total de 27 persones, entre ells independents, van ser elegits Javier Nart, Joan Carles Girauta i Carolina Punset, una de les filles del divulgador Eduard Punset. L'acte de presentació de la candidatura va tenir lloc el 22 de març a l'Hotel Auditorium de Madrid davant més de mil persones.
A les eleccions europees de 2014, el partit encapçalat per Javier Nart va obtenir la representació de dos eurodiputats al Parlament Europeu. A Catalunya, el nombre de vots que va obtenir va ser molt inferior al de les eleccions anteriors (més de 100.000), i el seu percentatge va baixar a un 6,28%.

### Expansió estatal (2014-2016)

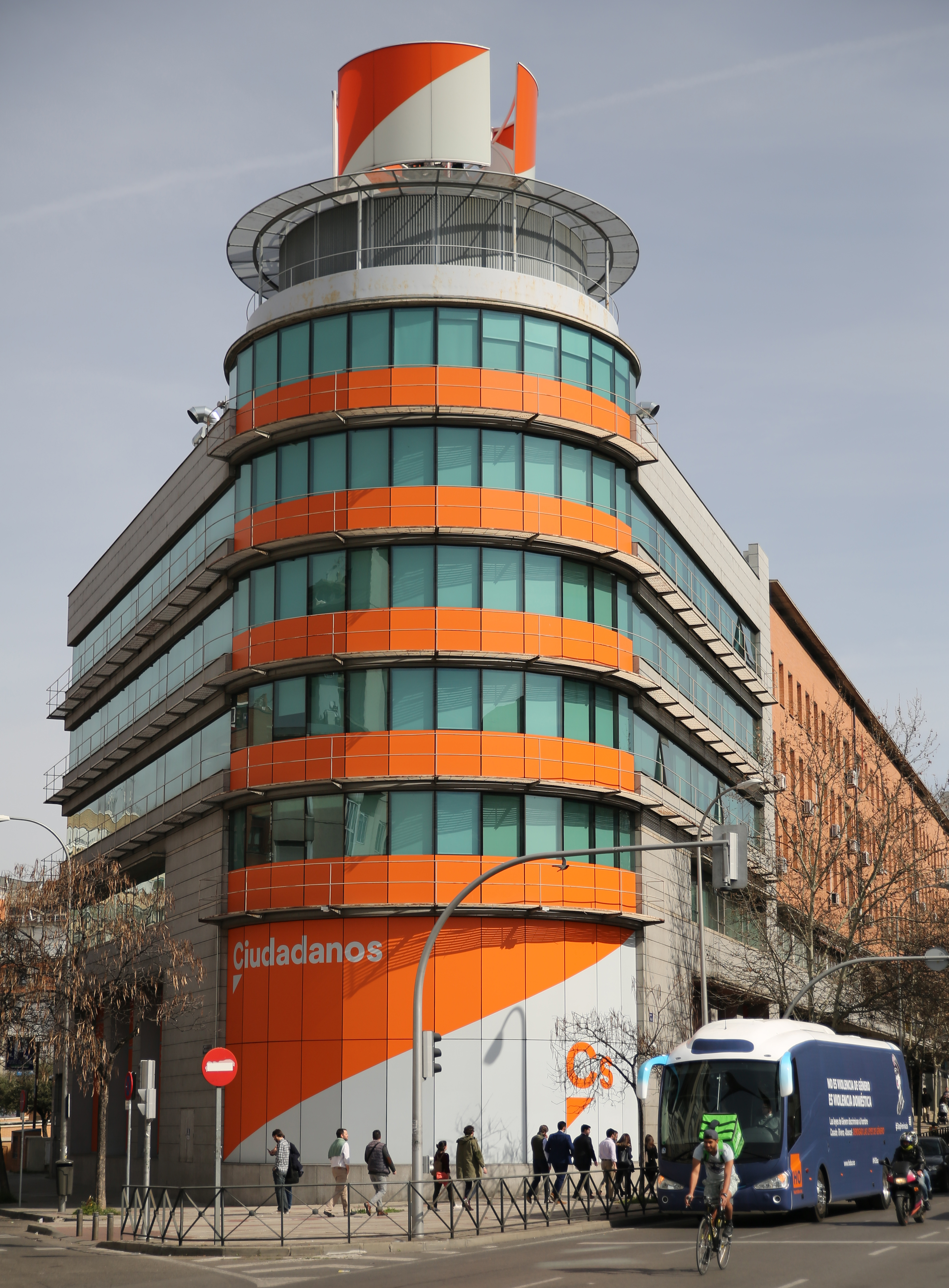
Seu central de Ciutadans al carrer d'Alcalá.

Com a part de la seva estratègia d'implantació estatal, el partit va segellar aliances amb diversos partits menors. Les formacions Centro Democrático Liberal, Unión del Pueblo Salmantino, Partido Regionalista de Castilla y León, Ciudadanos Independientes de Sanlúcar, Ciudadanos por San Fernando, Alternativa Independiente Progresiva es van fusionar amb Ciutadans el 2014 i Ciudadanos Portuenses, Plataforma del Pueblo Soriano, Ciudadanos de Santa Cruz i Grupo Independiente Oropesino el 2015, i Foro Demócrata en 2016.
A més, en aquest període, la incorporació de polítics procedents d'altres partits no ha estat exempta de polèmiques. El 26 de novembre de 2014, dos regidors del Partit dels Socialistes de Catalunya de Sant Vicenç dels Horts van abandonar el seu càrrec i el seu partit «per les discrepàncies amb l'ambigüitat del PSC al tema de la consulta independentista» i es van passar a Ciutadans. José Serna, coordinador de Ciutadans a Torrevieja, ha assegurat en 2015 que a les files de Ciutadans hi havia «infiltrats del PP» que pretenien «apartar» de la direcció del partit. Immediatament, Ciutadans va reaccionar cessant-lo i expulsant del partit. Miguel Cazorla Garrido, candidat de Ciutadans a l'alcaldia d'Almeria, va ser imputat al començament del 2015 per un presumpte delicte d'apropiació indeguda, pel que va haver de dimitir com a candidat, d'acord amb els estatuts del partit.
També va fitxar a destacats economistes com Manuel Conthe i Luis Garicano i al febrer de 2015 el partit va començar a realitzar compareixences a través de les quals van desgranar el seu programa econòmic.
L'estiu de 2015 es va fer públic que, per primera vegada des de la seva formació, Albert Rivera no es presentaria com a candidat a les eleccions al Parlament de Catalunya de 2015. Al seu lloc, ho va fer Inés Arrimadas, qui va començar la campanya electoral amb l'objectiu d'esdevenir segona força al parlament català, davant del PP i del PSC, objectiu que va assolir, obtenint 25 escons al Parlament de Catalunya i un 17,9% dels vots.

### Eleccions generals espanyoles de 2015 i catalanes de 2017
Diverses enquestes prèvies a les eleccions situaven el partit com un agent decisiu a l'hora de formar un futur govern a l'Estat. Finalment, amb prop de 3,5 milions de vots, el partit va obtenir 40 diputats al Congrés espanyol, que en relació als resultats de la resta de partits els situaven com a quarta força política, per darrere de Partit Popular, PSOE i Podem, i l'Acord per a un govern reformista i de progrés entre PSOE i Ciutadans per formar govern va fracassar per la negativa de Podem a adherir-se, provocant que Mariano Rajoy Brey seguís governant. Ciutadans va arribar a guanyar les eleccions a Catalunya el 2017 però va ser incapaç d'articular un govern.
El maig de 2018 creà la plataforma España Ciudadana, la qual tingué el suport de la ONCE, Societat Civil Catalana, el CERMI i diversos sindicats policials i fundacions.
El juliol del 2018 es va saber de la macrooperació policial que investigava Ciutadans, PSOE i PP en moltes ciutats espanyoles per una presumpta trama de corrupció.
L'1 de juny de 2018 prospera la primera moció de censura des de la restauració de la democràcia a Espanya al 1978 i Mariano Rajoy Brey és revocat del seu càrrec substituït per Pedro Sánchez Pérez-Castejón (PSOE) que és investit amb els vots de PSOE, Podem, ERC, Pdecat, PNB, EH Bildu i els vots en contra de Partit Popular i C's.

### Eleccions generals espanyoles de 2019
En les eleccions generals espanyoles d'abril de 2019, en les que es va presentar en coalició amb Unió, Progrés i Democràcia, Ciutadans va treure 4.136.600 vots i 57 diputats, i tot i que Pedro Sánchez va guanyar les eleccions amb 123 diputats, Ciutadans es va posicionar en contra seu, provocant una crisi interna en el partit que va causar la sortida del «sector crític» i que el PSOE va fracassés en el seu intent de governar en solitari, convocant les eleccions generals espanyoles de novembre de 2019 en les que Ciutadans es va ensorrar pels seus girs de discurs des de la moció de censura a Mariano Rajoy i una estratègia de confrontació que va alimentar el seu èxit però va acabar alimentant Vox.

### Dimissió de Rivera, gestora i elecció d'Arrimadas (2019-2020)
El fracàs en les eleccions de novembre de 2019 va provocar la dimissió d'Albert Rivera, la renúncia de diversos pesos pesants del partit i la formació d'una gestora, i amb la formació arrossegada a la marginalitat i irrellevància polítiques, el partit busca la supervivència amb una aliança «constitucionalista» amb el Partit Popular per a les eleccions als parlaments autonòmics convocades en 2020. Les primàries de març de 2020 van donar com a vencedora a Inés Arrimadas enfront de Francisco Igea, amb una nova estratègia que l'obre al pacte amb el PSOE per a pactar els pressupostos, prescindint del rebuig a qualsevol pacte que inclogui a Unidas Podemos i marcant distàncies amb PP i Vox.

### Crisi (2020-)
A les eleccions al Parlament de Galícia de 2020 no va treure cap escó, i en les del parlament basc en va treure dos, en coalició amb el PP, perdent la meitat dels votants respecte les eleccions anteriors.
En juliol de 2019 el partit va fer un procés de primàries en què va sortir elegida com a candidata a la presidència de la Generalitat Lorena Roldán, Per a les Eleccions al Parlament de Catalunya de 2021 el partit va nomenar Carlos Carrizosa, provocant la marxa de Roldán del partit i el seu pas al Partit Popular. El partit va caure de 36 a 6 escons i la pèrdua de més de 900.000 vots, les més importants des de la restauració de la democràcia a Catalunya.
La inestabilitat política provocada per l'impuls d'una moció de censura a Múrcia amb el PSOE va acabar amb la seva expulsió del govern de la Comunitat de Madrid, que es convertís en extraparlamentari a les eleccions anticipades a la Comunitat de Madrid, i que desenes de càrrecs es donessin de baixa de la formació. En les eleccions autonòmiques de 2022 només va conservar un escó a Castella i Lleó i també es va convertir en extraparlamentari a Andalusia. El 12 de gener de 2023 Adrián Vázquez Lázara es va convertir en secretari general després de guanyar les eleccions internes enfront Edmundo Bal, amb un 53,25% de los vots. Després dels mals resultats a les eleccions municipals i autonòmiques de 2023, en les que el partit va perdre 2.395 regidors dels 2.787 que va aconseguir en 2019, i sense cap diputat autonòmic tret dels sis a Catalunya i un a Castella i Lleó, van decidir no presentar-se a les eleccions generals de juliol del mateix any. i el partit va haver de mudar-se a la primera planta d'un edifici d'oficines del carrer príncipe de Vergara, al madrileny barri de Salamanca.
El secretari general i eurodiputat Adrián Vázquez, va dimitir el 22 de març de 2024 arrel del fracàs de les converses destinades a incorporar el partit a la llista del Partit Popular per a les eleccions al Parlament Europeu de 2024. A les eleccions al Parlament de Catalunya de 2024, Ciutadans va desaparèixer del Parlament set anys després de guanyar les eleccions,
igual que va desaparèixer a les eleccions al Parlament Europeu de 2024.
En la VII Asamblea General de la formació celebrada en octubre de 2024 a Ciudad Real, Carlos Pérez-Nievas fou escollit com a nou secretari general.

## Ideologia

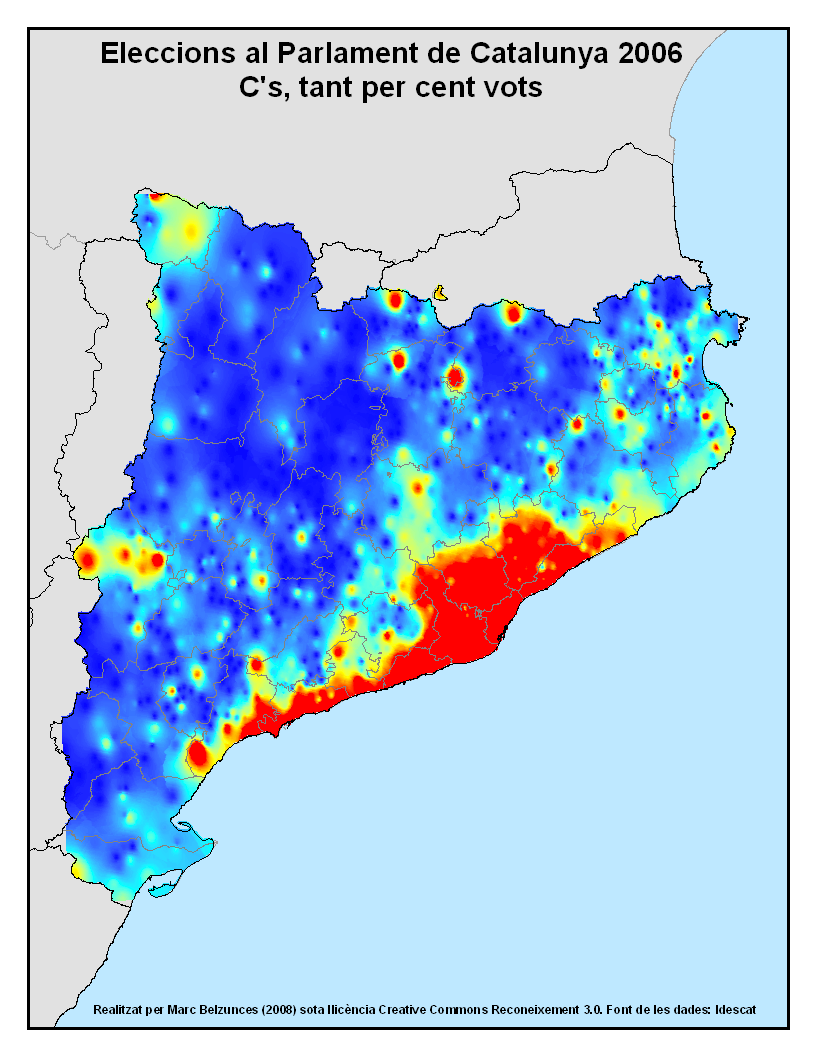
Suport en tant per cent de Cs a les eleccions catalanes del 2006. En vermell les zones de major suport, en blau on el suport és mínim.

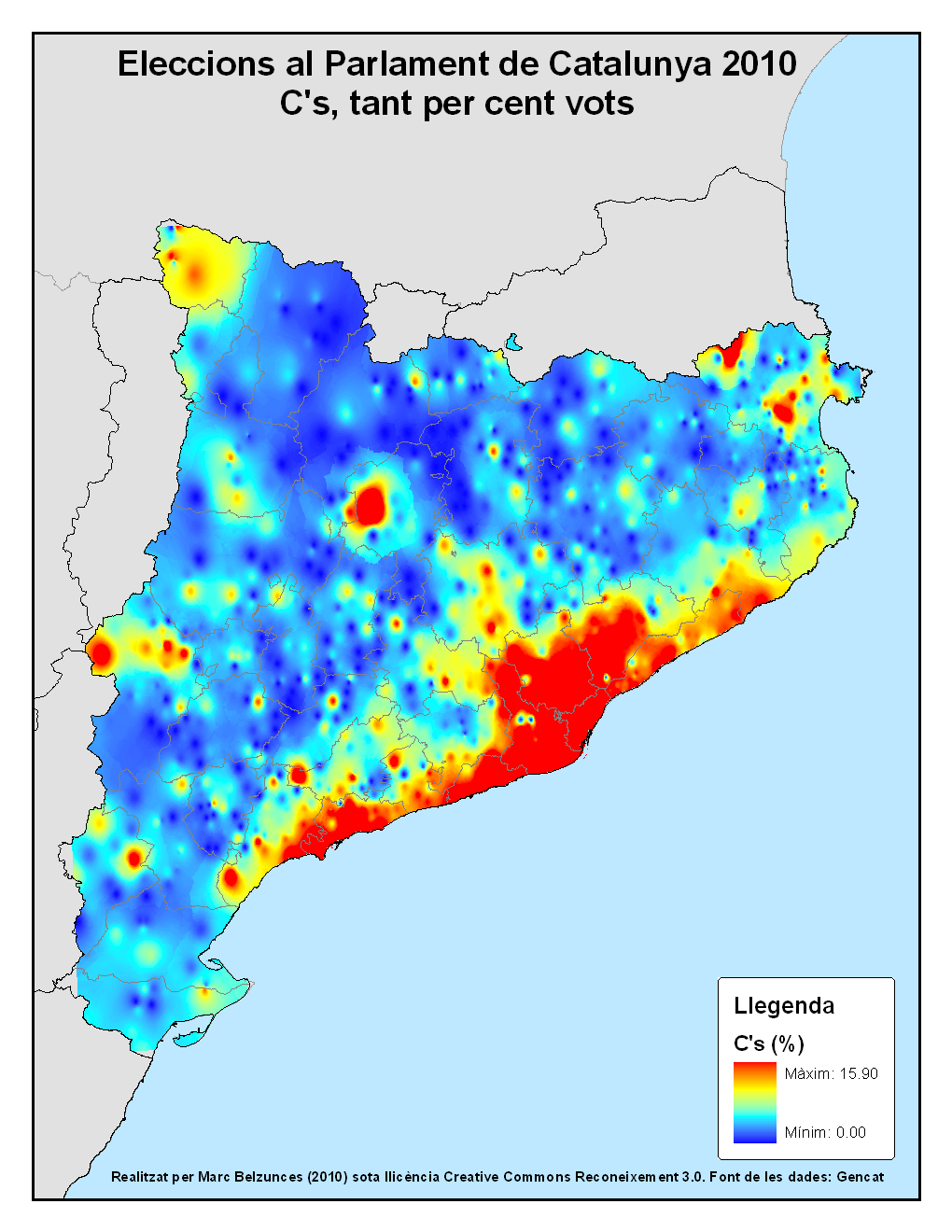
Suport en tant per cent de Cs a les eleccions catalanes del 2010. En vermell les zones de major suport, en blau on el suport és mínim.

Les línies essencials aprovades al congrés fundacional es basen en el rebuig del catalanisme i en la defensa de les llibertats individuals, la igualtat entre ciutadans i el bilingüisme (a Catalunya). Fins ara, el seu ideari s'havia anat plasmant a través de dos manifests públics, en els quals s'havien oposat al catalanisme, que consideren que domina Catalunya des de la Transició, i a les conseqüències d'aquesta hegemonia, que valoren negativa per a la convivència, els drets ciutadans i la democràcia. Sovint ha estat qualificat de partit espanyolista, anticatalanista i lerrouxista per la semblança del seu discurs anticatalanista amb el discurs del Partit Republicà Radical.
Als estatuts de fundació del partit s'autoanomena de centreesquerra. Com que la majoria de discursos del partit són nacionalistes i identitaris, el discurs socioeconòmic no està gaire desenvolupat, atesa l'escassedat de declaracions i iniciatives legislatives en aquest sentit. Les poques declaracions i iniciatives presentades fins ara són típicament populistes perquè que es tracta de simples declaracions d'intencions i contra el sistema vigent, no d'un discurs estructurat o un discurs polític alternatiu. La inexistència d'acció de govern fins a la data actual fa difícil qualificar-lo en algun punt de l'eix socioeconòmic.
El seu ideari s'articula en els següents cinc grans eixos:
- Ciutadania: els territoris no tenen drets, només en tenen les persones. L'abril de 2013 però va proposar retirar la targeta sanitària als immigrats en condició "irregular" argumentant que "en moments de recursos escassos s'hauria de ser curós amb com s'utilitzen" i que "els turistes i persones que han entrat de manera irregular no haurien de tenir el mateix dret a accedir als serveis mèdics que les persones que estan vivint al país en situació regular".[89][90]
- Llibertat i igualtat: promou l'esperit crític i advoca pels valors democràtics i il·lustrats. L'Estat ha de promoure la igualtat d'oportunitats de manera que ni l'origen ètnic, ni l'idioma, ni el sexe, ni la posició econòmica de la família, no determinin privilegis.
- Avortament: Ciutadans s'ha abstingut sistemàticament sobre el dret a l'avortament proposades al Parlament de Catalunya. Fent-ho explícit el febrer de 2014 quan des del Parlament es demanava la retirada immediata de l'avantprojecte de llei presentat pel llavors ministre de Justícia Alberto Ruiz-Gallardón.[91]
- Laïcisme entès com a neutralitat de l'Administració pública tant en aspectes religiosos com a identitaris, i defensa dels valors democràtics i il·lustrats. Els sentiments i les identitats (nacionals, regionals, religioses...) són respectables com a activitats privades, però no es pot permetre que s'imposin per davant dels drets públics dels individus. A l'abril de 2013, Ciutadans va proposar modificar la llei amb el propòsit de prohibir l'ús del burca tant en edificis públics com al carrer.[91]
- Defensa del bilingüisme: el concepte «llengua pròpia» és un concepte nacionalista. A Catalunya hi ha tres llengües oficials, usades indistintament pels seus ciutadans, pel que s'oposarà a qualsevol tipus de discriminació institucional per motius de llengua.
- Defensa de la Constitució espanyola particularment en mantenir la sobirania al conjunt de la ciutadania espanyola i no a les comunitats autònomes.
- Sistema impositiu: Ciutadans s'ha mostrat contrari a qualsevol pujada d'impostos argumentant el dogma liberal. Així ha votat en contra d'establir un impost que gravés els dipòsits bancaris i de l'augment de l'impost de successions. Ha votat en contra d'aprovar un impost sobre les emissions de gasos contaminants, així com d'una pujada impositiva per gravar els operadors d'Internet en favor del sector audiovisual. També es va abstenir en la votació en què s'aprovava la Llei d'horaris comercials destinada a restringir la liberalització del sector del comerç que suposava la llei espanyola.[91]

Ciutadans de Catalunya s'oposà al nou Estatut d'Autonomia de Catalunya de 2006, que va ésser aprovat en referèndum el dia 18 de juny de 2006, ja que repudia les polítiques identitàries de les quals, segons el seu parer, és ple, així com el concepte de «drets històrics» que, sempre segons Ciutadans, s'han esgrimit per justificar polítiques «asimètriques» i desiguals entre territoris.
Ciutadans ha estat un del partits impulsors de la dació en pagament, tot i que no ha pogut aprovar-se en tant que el Parlament de Catalunya no hi té competències. El partit ha promogut la signatura d'un pacte contra la corrupció política que no es va aprovar.
El 10 d'octubre del 2013 Ciutadans, juntament amb el PP van abandonar el Parlament de Catalunya quan s'hi votava una moció presentada per ICV-EUiA en la qual es reclamava "la condemna a tota declaració o activitat que enalteixi, trivialitzi, exculpi o negui el nazisme, el franquisme i tots els règims totalitaris o dictatorials", i ambdós partits decidien abandonar la sala i no votar.
Durant l'Assemblea General del febrer de 2017 el partit es va definir constitucionalista, liberal progressista i demòcrata i va rebutjar les referències a la socialdemocràcia i a l'origen català que en els seus inicis tenia. A l'ocasió de la candidatura de l'exprimer ministre francès, Manuel Valls, sota l'etiqueta C's, un diari de Perpinyà qualificà el partit d'extrema dreta.

### Populisme de dretes
Adam Majó ha qualificat el fenomen polític de C's com a «nacionalpopulisme» o «populisme de dretes» en la mesura que es presenta en forma de moviment molt més eclèctic, pragmàtic i aparentment modern que no pas l'extrema dreta clàssica. Així, en són característiques definitòries: el nacionalisme obsessiu, els hiperlideratges, el discurs emocional, crispat, agressiu i maniqueu, la manca d'empatia cap a l'adversari polític o els col·lectius no afins, l'intent de no definir-se en l'eix esquerra-dreta, l'autoadjudicació de la representació del ciutadà mig, el victimisme, el discurs regeneracionista, la retòrica conspiranoica, la nostàlgia per un passat idealitzat, un cert menyspreu per l'academicisme i els arguments complexos, la priorització del dret penal i la «mà dura», l'aposta per la natalitat, el suport incondicional a les forces i cossos de seguretat o el rebuig bel·ligerant a la immigració.
| «                                             | Recorriendo España yo no veo "rojos" y "azules", veo españoles; no veo jóvenes y mayores, veo españoles; no veo creyentes y agnósticos, veo españoles. Vamos a unirnos para recuperar el orgullo de pertenecer a esta gran nación. | Recorrent Espanya jo no veig "rojos" i "blaus", veig espanyols; no veig joves i grans, veig espanyols; no veig creients i agnòstics, veig espanyols. Unim-nos per recuperar l'orgull de pertànyer a aquesta gran nació. | » |
| — Fragment d'un discurs d'Albert Rivera, 2018 | | |   |

Segons politòlegs com Jordi Muñoz, en la base del seu creixement hi ha una alienació respecte a l'univers simbòlic i cultural al voltant del qual s'ha construït la catalanitat contemporània, reforçada per la reacció contra el procés independentista català.

## Líders

### Presidència
Informació actualitzada per un bot. Els canvis manuals es perdran quan s'actualitzi!
| Número | Imatge | Nom                   | Inici del mandat | Fi del mandat | Dades a Wikidata              |
| ------ | ------ | --------------------- | ---------------- | ------------- | ----------------------------- |
| 1      |        | Albert Rivera Díaz    | 09-07-2006       | 11-11-2019    | Modifica les dades a Wikidata |
| 2      |        | Inés Arrimadas García | 08-03-2020       | 15-01-2023    | Modifica les dades a Wikidata |

### Secretaria general
Informació actualitzada per un bot. Els canvis manuals es perdran quan s'actualitzi!
| Número | Imatge | Nom                        | Inici del mandat | Fi del mandat | Dades a Wikidata              |
| ------ | ------ | -------------------------- | ---------------- | ------------- | ----------------------------- |
| 1      |        | Antonio Robles Almeida     | 09-07-2006       | 01-05-2007    | Modifica les dades a Wikidata |
| 2      |        | Manuel García Bofill       | 01-05-2007       | 01-01-2009    | Modifica les dades a Wikidata |
| 3      |        | Matías Alonso Ruiz         | 01-01-2009       | 28-01-2017    | Modifica les dades a Wikidata |
| 4      |        | José Manuel Villegas Pérez | 28-01-2017       | 15-03-2020    | Modifica les dades a Wikidata |
| 5      |        | Marina Bravo Sobrino       | 15-03-2020       | 12-01-2023    | Modifica les dades a Wikidata |
| 6      |        | Adrián Vázquez Lázara      | 12-01-2023       | 22-03-2024    | Modifica les dades a Wikidata |
| 7      |        | Carlos Pérez-Nievas        | 27-10-2024       |               | Modifica les dades a Wikidata |

## Estructura i organització

### Òrgans centrals

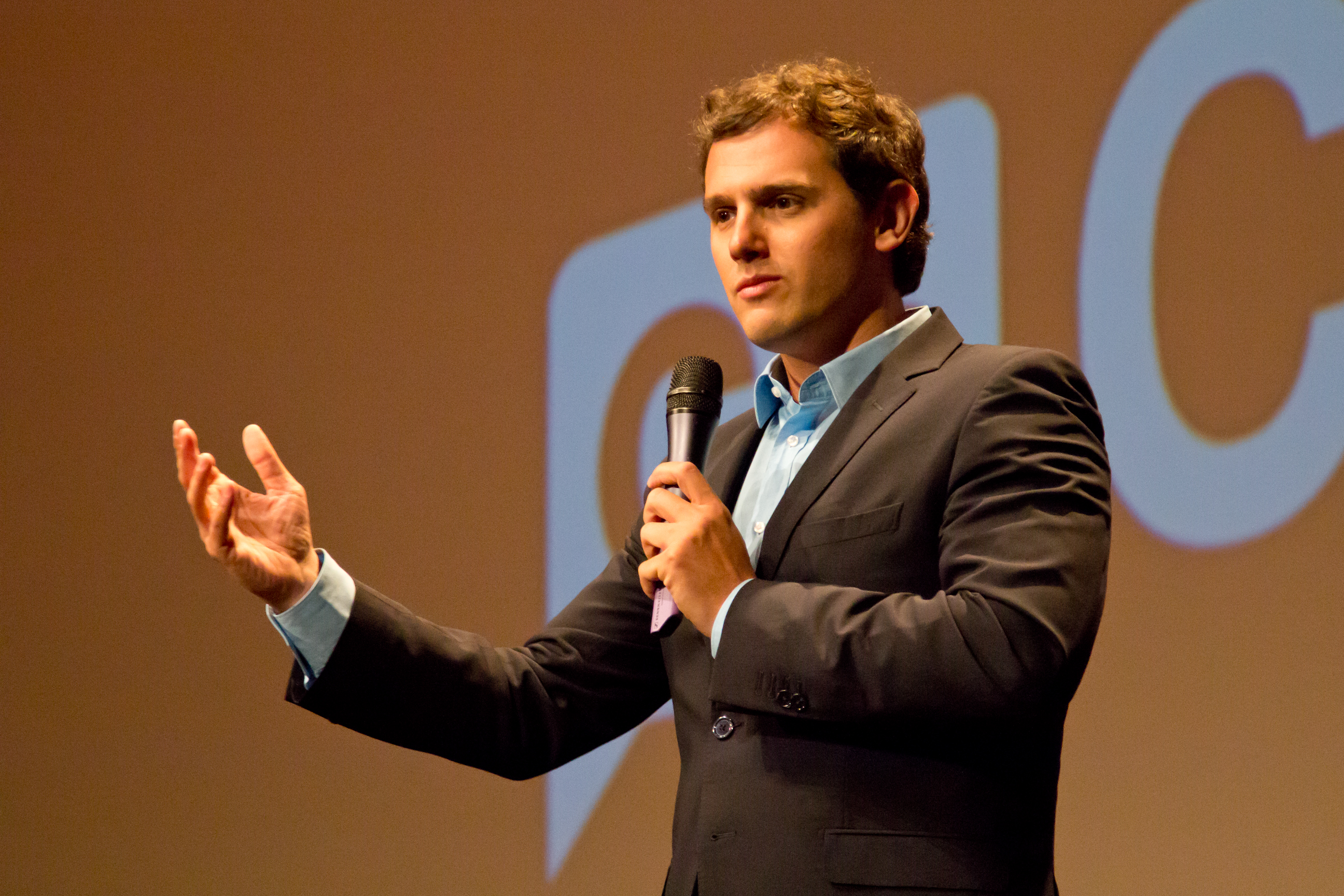
Albert Rivera fou el president del partit fins al 2019.

El partit té tres òrgans centrals —escollits en el Congrés— de direcció, representació i garanties: el Comitè Executiu, el Consell General i la Comissió de Garanties.
- El Comitè Executiu es compon de quinze membres, entre ells el president i el secretari general.
- El Consell General és el màxim òrgan representatiu del partit entre Congressos, i l'integra els membres del Comitè Executiu, per 35 membres escollits en llistes obertes en el Congrés i fins a 25 representants de les federacions d'agrupacions. Li correspon supervisar l'activitat del Comitè Executiu i determinar les línies polítiques a seguir.
- La Comissió de Garanties, formada per nou membres, és l'encarregada de vetllar pel compliment dels Estatuts i la resta de normativa interna, així com pel respecte als drets democràtics dels militants.

### Agrupacions
Els militants del partit s'organitzen en agrupacions de tres tipus: Territorials, Sectorials i la Digital.
- Les Agrupacions Territorials integren afiliats d'una mateixa zona geogràfica: barris de Barcelona (Sants-Montjuïc, Horta-Guinardó), municipis (Cornellà, Tarragona), comarques (Terres de l'Ebre, Bages) o fins i tot comunitats autònomes (València-Múrcia, Madrid).
- Les Agrupacions Sectorials integren afiliats d'una mateixa branca professional o amb un mateix interès. Així, existeixen Sectorials d'educació, sanitat, justícia o seguretat.
- L'Agrupació Digital és la via de participació dels afiliats que, per la seva situació o localització, no poden col·laborar en agrupacions de cap altre tipus. Aquesta agrupació treballa preferentment per Internet.

## Resultats electorals

### Congrés dels Diputats
| Congrés dels Diputats |           |       |          |                                                 |               |
| Eleccions             | Vots      | %     | Escons   | Govern                                          | Líder         |
| 2008                  | 46.313    | 0,2   | 0 / 350  | Cap escó                                        | Albert Rivera |
| 2015                  | 3.514.528 | 13,94 | 40 / 350 | No se'n va formar                               | Albert Rivera |
| 2016                  | 3.141.570 | 13,06 | 32 / 350 | Dona suport al govern PP                        | Albert Rivera |
| Abril de 2019         | 4.136.600 | 15,86 | 57 / 350 | No dona suport al PSOE, fracassa la investidura | Albert Rivera |
| Novembre de 2019      | 1.637.540 | 6,79  | 10 / 350 | Desfeta electoral, dimissió de Rivera           | Albert Rivera |
| 2023                  | 0         | 0     | 0 / 350  | No es presenta                                  | -             |

### Parlament Europeu
| Parlament Europeu |           |       |        |                         |
| Eleccions         | Vots      | %     | Escons | Candidat                |
| 2009              | 22.9031   | 0,1   | 0 / 54 | Miguel Durán            |
| 2014              | 497.146   | 3,2   | 2 / 54 | Javier Nart             |
| 2019              | 2.726.642 | 12,17 | 7 / 54 | Luis Garicano Gabilondo |
| 2024              | 120.910   | 0,7   | 0 / 61 | Jordi Cañas Pérez       |

¹Amb Libertas-Ciutadans d'Espanya.

### Ajuntaments
| Ajuntaments |           |      |                |                |
| Eleccions   | Vots      | %    | Regidors       | Líder          |
| 2007        | 67.298    | 0,3  | 13 / 66.131    | Albert Rivera  |
| 2011        | 35.060    | 0,2  | 7 / 68.230     | Albert Rivera  |
| 2015        | 1.467.663 | 6,6  | 1.527 / 67.611 | Albert Rivera  |
| 2019        | 1.876.906 | 8,25 | 2.788 / 67.121 | Albert Rivera  |
| 2023        | 302.302   | 1,35 | 392 / 67.031   | Adrián Vázquez |

### Parlaments autonòmics
| Data de celebració     | Comunitat                              | Candidat                 | Vots      | % de vots | Escons                     | Increment | Posició |
| ---------------------- | -------------------------------------- | ------------------------ | --------- | --------- | -------------------------- | --------- | ------- |
| 1 de novembre de 2006  | Parlament de Catalunya                 | Albert Rivera            | 89 840    | 3%        | 3 / 135                    | 3         | 6è      |
| 9 de març de 2008      | Parlament d'Andalusia                  | Antonio Venceslá         | 6024      | 0,13%     | 0 / 109                    |           | 9è      |
| 28 de novembre de 2010 | Parlament de Catalunya                 | Albert Rivera            | 106 154   | 3,39%     | 3 / 135                    | ±0        | 7è      |
| 25 de novembre de 2012 | Parlament de Catalunya                 | Albert Rivera            | 275 007   | 7,56%     | 9 / 135                    | 6         | 6è      |
| 22 de març de 2015     | Parlament d'Andalusia                  | Juan Marín               | 368 988   | 9,28%     | 9 / 109                    | 9         | 4t      |
| 24 de maig de 2015     | Corts d'Aragó                          | Susana Gaspar            | 62 188    | 9,41%     | 5 / 67                     | 5         | 5è      |
| 24 de maig de 2015     | Junta General del Principat d'Astúries | Nicanor García           | 38 197    | 7,11%     | 3 / 45                     | 3         | 6è      |
| 24 de maig de 2015     | Parlament de les Illes Balears         | Xavier Pericay           | 25 317    | 5,92%     | 2 / 59                     | 2         | 7è      |
| 24 de maig de 2015     | Parlament de Canaries                  | Melisa Rodríguez         | 53 981    | 5,93%     | 0 / 60                     |           | 7è      |
| 24 de maig de 2015     | Parlament de Cantàbria                 | Rubén Gómez              | 22 165    | 6,92%     | 2 / 35                     | 2         | 5è      |
| 24 de maig de 2015     | Corts de Castella - la Manxa           | Ángel Ligero             | 94 626    | 8,64%     | 0 / 33                     |           | 4t      |
| 24 de maig de 2015     | Corts de Castella i Lleó               | Luis Fuentes             | 138 926   | 10,27%    | 5 / 84                     | 5         | 4t      |
| 24 de maig de 2015     | Assemblea de Ceuta                     | Javier Varga             | 1756      | 6,02%     | 1 / 25                     | 1         | 5è      |
| 24 de maig de 2015     | Assemblea d'Extremadura                | María Victoria Domínguez | 27 833    | 4,37%     | 1 / 65                     | 1         | 4t      |
| 24 de maig de 2015     | Assemblea de Madrid                    | Ignacio Aguado           | 383 874   | 12,14%    | 17 / 129                   | 17        | 4t      |
| 24 de maig de 2015     | Assemblea de Melilla                   | Eduardo de Castro        | 1984      | 6,88%     | 2 / 25                     | 2         | 4t      |
| 24 de maig de 2015     | Assemblea Regional de Múrcia           | Miguel Sánchez           | 79 057    | 12,5%     | 4 / 45                     | 4         | 4t      |
| 24 de maig de 2015     | Parlament de Navarra                   | Diego Paños              | 9826      | 2,94%     | 0 / 50                     |           | 8è      |
| 24 de maig de 2015     | Parlament de La Rioja                  | Diego Ubis               | 17 138    | 10,51%    | 4 / 33                     | 4         | 4t      |
| 24 de maig de 2015     | Corts Valencianes                      | Carolina Punset          | 306 396   | 12,31%    | 13 / 99                    | 13        | 4t      |
| 27 de setembre de 2015 | Parlament de Catalunya                 | Inés Arrimadas           | 734 910   | 17,93%    | 25 / 135                   | 16        | 2n      |
| 25 de setembre de 2016 | Parlament de Galícia                   | Cristina Losada          | 48 553    | 3,38%     | 0 / 75                     |           | 5è      |
| 25 de setembre de 2016 | Parlament Basc                         | Nicolás de Miguel        | 21 477    | 2,02%     | 0 / 75                     |           | 6è      |
| 21 de desembre de 2017 | Parlament de Catalunya                 | Inés Arrimadas           | 1 102 099 | 25,37%    | 36 / 135                   | 12        | 1r      |
| 2 de desembre de 2018  | Parlament d'Andalusia                  | Juan Marín               | 661 371   | 18,27 %   | 21 / 109                   | 12        | 3r      |
| 28 d'abril de 2019     | Corts Valencianes                      | Toni Cantó               | 466 391   | 17,45%    | 18 / 99                    | 5         | 3r      |
| 26 de maig de 2019     | Corts d'Aragó                          | Daniel Pérez Calvo       | 111 602   | 16,67%    | 12 / 67                    | 7         | 3r      |
| 26 de maig de 2019     | Junta General del Principat d'Astúries | Juan Vázquez             | 73 523    | 13,98%    | 5 / 45                     | 2         | 3r      |
| 26 de maig de 2019     | Parlament de Canàries                  | Vidina Espino            | 61 683    | 6,92%     | 2 / 70                     | 2         | 6è      |
| 26 de maig de 2019     | Parlament de Cantàbria                 | Félix Álvarez            | 25 952    | 8%        | 3 / 35                     | 1         | 4t      |
| 26 de maig de 2019     | Corts de Castella i Lleó               | Francisco Igea           | 205 855   | 14,94%    | 12 / 81                    | 7         | 3r      |
| 26 de maig de 2019     | Corts de Castella - la Manxa           | Daviz Muñoz Zapata       | 122 955   | 11,38%    | 4 / 33                     | 4         | 3r      |
| 26 de maig de 2019     | Assemblea de Ceuta                     | Javier Varga Pecharromán | 1537      | 4,54%     | 0 / 25                     | 1         | 3r      |
| 26 de maig de 2019     | Assemblea d'Extremadura                | Cayetano Polo Naharro    | 68 343    | 11,11%    | 7 / 65                     | 6         | 3r      |
| 26 de maig de 2019     | Parlament de les Illes Balears         | Marc Pérez-Ribas         | 42 519    | 9,88%     | 5 / 59                     | 3         | 4t      |
| 26 de maig de 2019     | Assemblea de Madrid                    | Ignacio Aguado           | 629 940   | 19,46%    | 26 / 132                   | 9         | 3r      |
| 26 de maig de 2019     | Assemblea de Melilla                   | Eduardo de Castro        | 1897      | 5,55%     | 1 / 25                     | 1         | 5è      |
| 26 de maig de 2019     | Assemblea Regional de Múrcia           | Isabel Franco            | 78 139    | 12%       | 2 / 45                     | 2         | 3r      |
| 26 de maig de 2019     | Parlament de Navarra                   | Carlos Pérez-Nievas      | 127 346   | 36,57%    | 20 / 50 (amb Navarra Suma) | 3         | 1r      |
| 26 de maig de 2019     | Parlament de La Rioja                  | Pablo Baena              | 18 807    | 11,53%    | 4 / 33                     | = 0       | 3r      |
| 12 de juliol de 2020   | Eleccions al Parlament Basc de 2020    | José Manuel Gil Vegas    | 60 299    | 6,75%     | 6 / 33 (amb PP+Cs)         | 3         | 5è      |
| 12 de juliol de 2020   | Parlament de Galícia                   | Beatriz Pino             | 9719      | 0,75%     | 0 / 75                     |           | 6è      |
| 14 de febrer de 2021   | Parlament de Catalunya                 | Carlos Carrizosa         | 158 606   | 5,50%     | 6 / 135                    | 30        | 7è      |
| 4 de maig de 2021      | Assemblea de Madrid                    | Edmundo Bal              | 129 216   | 3,57%     | 0 / 136                    | 26        | 6è      |
| 12 de maig de 2024     | Parlament de Catalunya                 | Carlos Carrizosa         | 22.368    | 0,72%     | 0 / 135                    | 6         | 10è     |

## Finançament
El 2015 els hackers Anonymous van revelar presumptament documents que proven que Declan James Ganley, Marina d'Or, Mercadona, Grupo Arturo i Omega Air finançaren al partit. Ciudadanos declarà que és fals.
El 2015 fou finançat amb un crèdit demanat a Banco Popular.
El 2017 el Tribunal de Comptes trobà irregularitats a la comptabilitat de diversos partits polítics, entre els quals Ciutadans.